# Alfons Aragonský (1481–1500)
Alfons Aragonský (1481, Neapolské království – 18. srpna 1500, Řím), vévoda z Bisceglie a kníže ze Salerna z rodu Trastámarů, byl nemanželským synem neapolského krále Alfonse II. a jeho milenky Trogie Gazzelly. Jeho otec, bratranec krále Ferdinanda II. Aragonského, abdikoval ve prospěch svého legitimního syna Ferdinanda II. Neapolského.

## Mládí
Alfons získal důkladné vzdělání v humanitních oborech. Jeho prvním učitelem byl Giuniano Maio, kterého později vystřídal florentský básník Raffaele Brandolini (známý také jako „Lippus Brandolinus“ kvůli své slepotě). Již od raného věku byl zapojen do krize, která postihla aragonskou dynastii v Neapoli. V roce 1495, během francouzské okupace, jeho otec uprchl a později zemřel na Sicílii. Čtrnáctiletý Alfons bojoval za návrat svého nevlastního bratra Ferdinanda na trůn. Ferdinand se stal neapolským králem v roce 1495, ale o rok později zemřel. V roce 1497, po obnovení aragonské vlády pod vedením jeho strýce Fridricha IV. Neapolského, byl pověřen svou první významnou funkcí a stal se generálporučíkem v Abruzzu.

## Manželství
„Byl to nejkrásnější mladík, jakého jsem kdy v Římě viděl,“ – kronikář Talini
Aby upevnil vazby s Neapolí, papež Alexandr VI. dohodl sňatky mezi rodem Borgiů a aragonskou královskou rodinou. Alfonsova sestra Sancha Aragonská byla již v roce 1494 provdána za papežova nejmladšího syna Joffre Borgiu. Alexandrovým plánem bylo, aby jeho syn Cesare Borgia pojal za ženu Šarlotu Neapolskou, legitimní dceru nově korunovaného krále Fridricha IV. Neapolského, avšak Šarlota odmítla tento sňatek uzavřít. Aby papeže uklidnil, král Fridrich nakonec souhlasil se svazkem mezi papežovou dcerou Lucrezií Borgioi, tehdy osmnáctiletou, a sedmnáctiletým Alfonsem Aragonským.
Dne 15. července 1498 Alfons dorazil do Říma v přestrojení. Alfons a Lucrezia byli oddáni 21. července ve Vatikánu, přičemž oslavy probíhaly za zavřenými dveřmi. Alfons do sňatku přinesl knížecí města Salerno, Quadratu a Bisceglii, zatímco Lukrécie přinesla věno ve výši 40 000 dukátů. Součástí dohody bylo, že manželé zůstanou v Římě alespoň jeden rok a nebudou nuceni trvale žít v Neapolském království až do smrti jejího otce. Podle Gregorovia byl „mladý Alfons půvabný a okouzlující“, „nejkrásnější mladík, jakého kdy císařské město vidělo.“ Vše nasvědčuje tomu, že Lucrezia k němu skutečně chovala náklonnost. V únoru 1499 údajně potratila své první dítě s Alfonsem, ale brzy poté znovu otěhotněla.
Jak se měnila politická situace, papež Alexandr VI. se začal přiklánět k alianci s Francií, nepřítelem Alfonsoovy rodiny. Za tímto účelem zařídil sňatek Cesara Borgii se Šarlotou z Albretu, sestrou krále Jana III. Navarrského. Alfons vycítil zradu, když Francie plánovala invazi do Neapole, a 2. srpna 1499 opustil Řím bez své ženy, která byla v šestém měsíci těhotenství. Jeho útěk papeže rozzuřil a poslal za ním vojáky, kteří ho však nenašli. Mezitím byla Lucrezia jmenována guvernérkou Spoleta a Foligna, což znamenalo, že Alfons byl formálně zbaven povinností. Nakonec byl objeven díky dopisům, které posílal své ženě a ve kterých ji přesvědčoval, aby se k němu připojila v Genazzanu. Po tomto odhalení její rodina nařídila, aby byl nalákán zpět do Říma. Lucrezia se s manželem setkala v Nepi. V září 1499 se pak vrátili do Vatikánu. V noci z 31. října na 1. listopadu porodila jejich syna, který byl na počest jejího otce pokřtěn jako Rodrigo.

## Vražda
„Jelikož don Alfons odmítal zemřít na následky svých zranění, byl uškrcen ve své posteli“ – Burchard

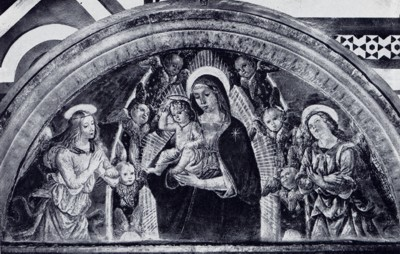
Lucrezia Borgia (vlevo) s Rodrigem (vpravo vedle ní) a Alfonsem Aragonským (zcela vpravo), 1500

Večer 15. července 1500 byl Alfons na vrcholu schodiště před vchodem do baziliky svatého Petra napaden najatými vrahy, kteří jej bodli do hlavy, pravé ruky a nohy. Když se ho vrazi pokusili odvléct, jeho vlastní stráže je zahnaly na útěk. Princ pobýval v paláci Santa Maria in Portico, ale jeho stav byl natolik vážný, že byl převezen do komnaty v Borgiově věži, kde o něj pečovali lékaři z Neapole, jeho sestra Sancha a jeho manželka Lucrezia. V noci 18. srpna, zatímco se Alfons stále zotavoval ze svých zranění, vtrhli do jeho pokoje Micheletto Corella a skupina ozbrojenců, kteří ho v posteli uškrtili k smrti. Po jeho smrti bylo tělo přeneseno do baziliky svatého Petra a uloženo v kapli Panny Marie Horečnaté.
V kontextu francouzské kampaně proti Neapoli byl z vraždy především obviněn Cesare Borgia. Smrt Alfonsa však zůstává zahalena tajemstvím. Ve své obhajobě Cesare tvrdil, že Alfons se ho pokusil zabít výstřelem z kuše, když se procházel v zahradě, ale málokdo mu věřil. Alfons, který choval sympatie k rodině Colonnů, měl v Římě nepřátele i mezi rodem Orsiniů, a je možné, že právě Orsiniové zinscenovali atentát v červenci 1500. Mezi obviněnými byl také Alfonsův strýc Giovan Maria Gazzera, který byl záhadně zabit v Římě krátce nato, a dokonce i papež Alexandr VI., protože Alfons v květnu 1500 projevil nespokojenost s papežovým rozhodnutím anulovat manželství mezi jeho tetou Beatrix Neapolskou a Vladislavem II. Uherským.
Dva roky po této události byla Lucrezia provdána za Alfonsa I. d'Este. Byla nucena předstírat, že je panenskou nevěstou, aby si d'Esteho mohla vzít. Proto byla donucena navždy opustit Rodriga Aragonského, svého jediného syna s Alfonsem Aragonským. Rodrigo Borgia Aragonský zemřel na nemoc v Bari ve věku 12 let.

## Ztvárnění
- Alfons Fryland ve filmu Lucrezia Borgia (USA, 1922)
- Max Michel ve filmu Lucrèce Borgia (režie Abel Gance, Francie, 1935)
- John Sutton ve filmu Bride of Vengeance (USA, 1949)
- Massimo Serato ve filmu Lucrèce Borgia (Francie, 1953)
- Fred Robsahm ve filmu Lucrezia Giovane (Itálie, 1974)
- Robert Allman (zpěvák) v opeře Lucrezia Borgia (Gaetano Donizetti, La Scala, 1977)
- Ryan Michael v seriálu The Borgias (BBC Two a RAI, Anglie-Itálie, 1981)
- Alexandr Kacapov (tanečník) v opeře Lucrezia Borgia (Národní divadlo, balet, Praha, 2003)
- Giorgio Marchesi ve filmu Los Borgia (režie Antonio Hernández, Španělsko, 2006)
- Alejandro Albarracín v seriálu Borgia (Canal+, Francie, 2011)
- Sebastian de Souza v seriálu Borgiové (Showtime, USA, 2013)

## Vývod z předků
|                  |                        |  |  |                               |  |  |  |  |  |  |  | Ferdinand I. Aragonský |
|                  |                        |  |  |                               |  |  |  |  |  |  |  |                        |
|                  | Alfons V. Aragonský    |  |  |                               |  |  |  |  |  |  |  |                        |
|                  |                        |  |  |                               |  |  |  |  |  |  |  |                        |
|                  |                        |  |  | Eleonora z Alburquerque       |  |  |  |  |  |  |  |                        |
|                  |                        |  |  |                               |  |  |  |  |  |  |  |                        |
|                  | Ferdinand I. Neapolský |  |  |                               |  |  |  |  |  |  |  |                        |
|                  |                        |  |  |                               |  |  |  |  |  |  |  |                        |
|                  |                        |  |  | Henrique Carlino              |  |  |  |  |  |  |  |                        |
|                  |                        |  |  |                               |  |  |  |  |  |  |  |                        |
|                  | Giraldona Carlino      |  |  |                               |  |  |  |  |  |  |  |                        |
|                  |                        |  |  |                               |  |  |  |  |  |  |  |                        |
|                  |                        |  |  | Isabela                       |  |  |  |  |  |  |  |                        |
|                  |                        |  |  |                               |  |  |  |  |  |  |  |                        |
|                  | Alfons II. Neapolský   |  |  |                               |  |  |  |  |  |  |  |                        |
|                  |                        |  |  |                               |  |  |  |  |  |  |  |                        |
|                  |                        |  |  | Déodat II. de Clermont-Lodève |  |  |  |  |  |  |  |                        |
|                  |                        |  |  |                               |  |  |  |  |  |  |  |                        |
|                  | Tristan de Clermont    |  |  |                               |  |  |  |  |  |  |  |                        |
|                  |                        |  |  |                               |  |  |  |  |  |  |  |                        |
|                  |                        |  |  | Isabela de Roquefeuil         |  |  |  |  |  |  |  |                        |
|                  |                        |  |  |                               |  |  |  |  |  |  |  |                        |
|                  | Isabella Tarantská     |  |  |                               |  |  |  |  |  |  |  |                        |
|                  |                        |  |  |                               |  |  |  |  |  |  |  |                        |
|                  |                        |  |  | Raimondo Orsini del Balzo     |  |  |  |  |  |  |  |                        |
|                  |                        |  |  |                               |  |  |  |  |  |  |  |                        |
|                  | Kateřina Tarantská     |  |  |                               |  |  |  |  |  |  |  |                        |
|                  |                        |  |  |                               |  |  |  |  |  |  |  |                        |
|                  |                        |  |  | Marie Enghienská              |  |  |  |  |  |  |  |                        |
|                  |                        |  |  |                               |  |  |  |  |  |  |  |                        |
| Alfons Aragonský |                        |  |  |                               |  |  |  |  |  |  |  |                        |
|                  |                        |  |  |                               |  |  |  |  |  |  |  |                        |
|                  |                        |  |  |                               |  |  |  |  |  |  |  |                        |
|                  |                        |  |  |                               |  |  |  |  |  |  |  |                        |
|                  |                        |  |  |                               |  |  |  |  |  |  |  |                        |
|                  |                        |  |  |                               |  |  |  |  |  |  |  |                        |
|                  |                        |  |  |                               |  |  |  |  |  |  |  |                        |
|                  |                        |  |  |                               |  |  |  |  |  |  |  |                        |
|                  |                        |  |  |                               |  |  |  |  |  |  |  |                        |
|                  |                        |  |  |                               |  |  |  |  |  |  |  |                        |
|                  |                        |  |  |                               |  |  |  |  |  |  |  |                        |
|                  |                        |  |  |                               |  |  |  |  |  |  |  |                        |
|                  |                        |  |  |                               |  |  |  |  |  |  |  |                        |
|                  |                        |  |  |                               |  |  |  |  |  |  |  |                        |
|                  |                        |  |  |                               |  |  |  |  |  |  |  |                        |
|                  |                        |  |  |                               |  |  |  |  |  |  |  |                        |
|                  | Trogia Gazzella        |  |  |                               |  |  |  |  |  |  |  |                        |
|                  |                        |  |  |                               |  |  |  |  |  |  |  |                        |
|                  |                        |  |  |                               |  |  |  |  |  |  |  |                        |
|                  |                        |  |  |                               |  |  |  |  |  |  |  |                        |
|                  |                        |  |  |                               |  |  |  |  |  |  |  |                        |
|                  |                        |  |  |                               |  |  |  |  |  |  |  |                        |
|                  |                        |  |  |                               |  |  |  |  |  |  |  |                        |
|                  |                        |  |  |                               |  |  |  |  |  |  |  |                        |
|                  |                        |  |  |                               |  |  |  |  |  |  |  |                        |
|                  |                        |  |  |                               |  |  |  |  |  |  |  |                        |
|                  |                        |  |  |                               |  |  |  |  |  |  |  |                        |
|                  |                        |  |  |                               |  |  |  |  |  |  |  |                        |
|                  |                        |  |  |                               |  |  |  |  |  |  |  |                        |
|                  |                        |  |  |                               |  |  |  |  |  |  |  |                        |
|                  |                        |  |  |                               |  |  |  |  |  |  |  |                        |
|                  |                        |  |  |                               |  |  |  |  |  |  |  |                        |